# Jack McCulloch
James K. McCulloch (Winnipeg, Manitoba, 15 augustus 1872 - januari 1918) was een Canadees langebaanschaatser.
Jack McCulloch werd op het WK Allround van 1897 wereldkampioen en was daarmee de opvolger van Jaap Eden. Op het kampioenschap won de Noor Alfred Næss de eerste afstand (500 meter) en de McCulloch de tweede afstand (5000 meter). De regel in de beginjaren van het WK Allround schreef voor dat de schaatser die drie van de vier afstanden won zich wereldkampioen mocht noemen. Hierdoor waren alleen Næss en McCulloch in de race voor de titel. De derde afstand werd uiterst spannend doordat de twee schaatsers beide de snelste tijd schaatsten. Een skate-off moest de winnaar van deze afstand aanwijzen. In de skate-off klopte McCulloch de Noor en bleef als enige over in de race voor de titel wereldkampioen allround. De 10.000 meter werd een gemakkelijke prooi voor de Canadees, mede omdat er nog maar drie tegenstanders deelnamen aan de afsluitende afstand.
Naast schaatsen deed McCulloch ook aan ijshockey (Winnipeg Victorias), wielrennen en roeien.

## Resultaten
| Jaar | WK Allround |
| ---- | ----------- |
| 1897 | Goud        |

### Medaillespiegel
| kampioenschap | goud | zilver | brons |
| ------------- | ---- | ------ | ----- |
| WK Allround   | 1    | 0      | 0     |

## Persoonlijke records
| Afstand      | Tijd    | Datum            | Baan     |
| ------------ | ------- | ---------------- | -------- |
| 500 meter    | 48,2    | 5 mei 1897       | Montreal |
| 1000 meter   | 1.47,0  | ? ? 1894         | St Paul  |
| 1500 meter   | 2.40,8  | 6 februari 1897  | Montreal |
| 5000 meter   | 9.25,4  | 10 februari 1897 | Montreal |
| 10.000 meter | 20.02,4 | 6 februari 1897  | Montreal |